# 莫戈永文化

莫戈永文化的主要史前考古地圖

莫戈永文化 是位於美國新墨西哥州南部、亞利桑那州、德克萨斯州西部以及墨西哥索諾拉州北部和奇瓦瓦州境內的美洲原住民文化。莫戈永文化从公元200年左右就開始發展，而且一直持續至公元1450年或1540年西班牙美洲殖民地時期。